# Знаменка (Херсонская область)
Знаменка (укр. Знам'янка) — село в Белозёрской поселковой общине Херсонского района Херсонской области Украины.
Почтовый индекс — 75015. Телефонный код — 5547. Код КОАТУУ — 6520380703.

## Население
Население по переписи 2001 года составляло 136 человек.

### Языковой состав
Родной язык населения по данным переписи 2001 года:
| Язык       | Численность, чел. | Доля     |
| ---------- | ----------------- | -------- |
| Украинский | 122               | 89,71 %  |
| Русский    | 11                | 8,09 %   |
| Молдавский | 2                 | 1,47 %   |
| Другое     | 1                 | 0,73 %   |
| Итого      | 136               | 100,00 % |

## Местный совет
75015, Херсонская обл., Белозёрский р-н, с. Надеждовка, ул. Центральная, 35